# Waidele
Waidele var ett musikföretag som var verksamt 1911–1996 i Göteborg. Verksamheten hade startats 1880 av musikdirektör Gustaf Malmgren, medan August Waidele, som blev innehavare 1911, under åren 1904–1910 drivit en musikhandel i Söderhamn. Ursprungligen sålde företaget pianon från Sverige (Nordiska Pianofabriken i Vetlanda) och pianon som importerades från Tyskland, men även blås- och stråkinstrument samt strängar och noter. I slutet av verksamhetstiden sålde man alla typer av musikinstrument, grammofonskivor, kassettband, radio- samt TV-apparater.

## Historik
Släkten Waidele härstammar från Freiburg im Breisgau i Tyskland. August Waidele var verksam som violinist, pianist och dirigent och började 1893 att bedriva musikundervisning i Söderhamn. Han erbjöd även reparation av stråkinstrument  och pianostämning. Efter några år började han även att sälja musikinstrument och i januari 1904 anmälde han till handelsregistret att han i Söderhamn ämnade idka handel med musikinstrument och musikalier under firma Aug. Waidele. Vid månadsskiftet september–oktober samma år annonserade han om att han öppnat sin musikinstrumentaffär på Kungsgatan 15 i staden. År 1911 flyttade Waidele från Söderhamn till Göteborg och övertog Gustaf Malmgrens musikaffär i Arkaden, vilken grundats 1880. Efter Waldeles frånfälle ombildades rörelsen 1924 till AB Waidele, i vilket sonen Heimer Waidele var verkställande direktör till 1963. Waidele var beläget i Arkaden fram till maj 1970, då man flyttade till Fredsgatan. Som mest hade Waidele cirka 120 anställda, och mot slutet 11.
På grund av den ökade konkurrensen från radio- och tevehandeln utanför stadskärnan tvingades den sista ägaren Lars Waidele att stänga butiken den 3 februari 1996. Skivaffären med bara rock- och popmusik levde dock kvar med annan ägare. Den hette även då Waidele, men ägdes inte längre av släkten Waidele.
Waidele fanns på flera ställen i Göteborg; vid Olskroksgatan 2, Kungsgatan 44, Landsvägsgatan 16, Stigbergsliden samt huvudaffären i Arkaden. Affärer fanns även i andra städer under vissa år, bland andra Borås.
Då grammofonen slog igenom var Waidele tidigt ute, och i september 1926 annonserade man om inspelningar med sångaren Jack Smith, "the whispering barytone".
Nordiska Musikförlagets filial i Göteborg, som förestods av Bertil Mannheimer, övertogs av Waidele 1937. Verksamheten bestod av ett notlager samt en begränsad förläggarverksamhet.

## Autograferna
Duke Ellington kom en dag 1939 in i affären i Arkaden. Han skulle därefter signera skivor hos Waidele efter ett framträdande i Göteborgs konserthus. På väg därifrån skrev han spontant sin autograf på väggen. Samlingen växte därefter genom att Lasse Dahlquist fick syn på Duke Ellingtons autograf och även han ville skriva sin. I april samma år skrev Karin Juel och i maj blev det Jussi Björlings tur. Autografsamlingen följde med när affären flyttade från Arkaden, och då affären upphörde fanns där över sexhundra kändisars namn. Samtliga namn har skrivits på plats, med undantag för Jean Sibelius. Han skrev sin autograf på en platta i ädelträ och sände den till Waidele. Förutom Ingemar Johansson, Stellan Bengtsson, Mats Wilander, fotbollsspelarna Eusebio och Pelé samt Lennart Bernadotte, har alla koppling till musikvärlden. Sångerskan Kayo blev den sista att skriva, då hon besökte affären på Fredsgatan den 1 mars 1993. Autografsamlingen finns sedan flera år på Lisebergs huvudrestaurang. För att få med sig autograferna i hanterliga bitar, tvingades man att såga upp väggarna.